# Ligue centrale de hockey junior A
Pour les articles homonymes, voir Ligue centrale de hockey (homonymie).
La Ligue centrale de hockey junior A (CCHL) est une ligue de hockey sur glace junior en Ontario au Canada. La ligue est une sous section de la Ligue canadienne de hockey junior. Le vainqueur de la compétition remporte la Coupe Bogart. Par la suite, l'équipe championne de la Coupe Bogart se rend au championnat Junior A national, la coupe du Centennaire. Elle comprend douze équipes et est structurée en deux divisions, la Division Yzerman (Est) et la Division Robinson (Ouest).
Le commissaire de la ligue est Sean Marcellus, qui agit à titre intérimaire depuis le départ de Kevin Abrams.

## Les équipes
| Équipe                    | Localisation |
| ------------------------- | ------------ |
| Grads de Navan            | Navan        |
| Sénateurs Junior d'Ottawa | Ottawa       |
| Colts de Cornwall         | Cornwall     |
| Nationals de Rockland     | Rockland     |
| Hawks de Hawkesbury       | Hawkesbury   |
| Raiders de Nepean         | Nepean       |

| Équipe                      | Localisation   |
| --------------------------- | -------------- |
| Lumber Kings de Pembroke    | Pembroke       |
| Canadians de Carleton Place | Carleton Place |
| Braves de Brockville        | Brockville     |
| Bears de Smiths Falls       | Smiths Falls   |
| Wolves de Renfrew           | Renfrew        |
| 73's de Kemptville          | Kemptville     |

## Champions de la Coupe Bogart
- 1962 Ottawa Montagnards
- 1963 Ottawa Montagnards
- 1964 Ottawa Primrose
- 1965 Smiths Falls Bears
- 1966 Cornwall Royals
- 1967 Cornwall Royals
- 1968 Cornwall Royals
- 1969 Hull Castors
- 1970 Ottawa Rangers
- 1971 Ottawa Rangers
- 1972 Smiths Falls Bears
- 1973 Pembroke Lumber Kings
- 1974 Smiths Falls Bears
- 1975 Smiths Falls Bears
- 1976 Rockland Nationals
- 1977 Pembroke Lumber Kings
- 1978 Pembroke Lumber Kings
- 1979 Hawkesbury Hawks
- 1980 Hawkesbury Hawks
- 1981 Gloucester Rangers
- 1982 Pembroke Lumber Kings
- 1983 Ottawa Senators
- 1984 Pembroke Lumber Kings
- 1985 Pembroke Lumber Kings
- 1986 Brockville Braves
- 1987 Pembroke Lumber Kings
- 1988 Pembroke Lumber Kings
- 1989 Pembroke Lumber Kings
- 1990 Hawkesbury Hawks
- 1991 Hawkesbury Hawks
- 1992 Kanata Valley Lasers
- 1993 Ottawa Senators
- 1994 Gloucester Rangers
- 1995 Cornwall Colts
- 1996 Cornwall Colts
- 1997 Kanata Valley Lasers
- 1998 Brockville Braves
- 1999 Hawkesbury Hawks
- 2000 Cornwall Colts
- 2001 Cornwall Colts
- 2002 Ottawa Jr. Senators
- 2003 Nepean Raiders
- 2004 Nepean Raiders
- 2005 Hawkesbury Hawks
- 2006 Hawkesbury Hawks
- 2007 Pembroke Lumber Kings
- 2008 Pembroke Lumber Kings
- 2009 Pembroke Lumber Kings
- 2010 Pembroke Lumber kings
- 2011 Pembroke lumber kings
- 2012 Nepean Raiders
- 2013 Cornwall Colts
- 2014 Carleton Place Canadians
- 2015 Carleton Place Canadians
- 2016 Carleton Place Canadians
- 2017 Carleton Place Canadians
- 2018 Ottawa Junior Senators
- 2019 Ottawa Junior Senators
- 2022 Ottawa Junior Senators
- 2023 Ottawa Junior Senators
- 2024 Grads de Navan